# Andrés de Segurola
 (novembre 2012).
Si vous disposez d'ouvrages ou d'articles de référence ou si vous connaissez des sites web de qualité traitant du thème abordé ici, merci de compléter l'article en donnant les références utiles à sa vérifiabilité et en les liant à la section « Notes et références ».
Andrés de Segurola, de son vrai nom Andrés Perelló de Segurola, né le 27 mars 1874 à Valence (Espagne) et mort le 23 janvier 1953 à Barcelone, est un chanteur lyrique espagnol, basse. Il est considéré par de nombreux critiques comme un des grands chanteurs d'opéra. Il a par ailleurs joué dans des dizaines de films.

## Filmographie partielle
- 1928 : La Danse rouge  (The Red Dance) de Raoul Walsh
- 1929 : Le Général Crack (General Crack) d'Alan Crosland
- 1930 : La Voluntad del muerto de George Melford et Enrique Tovar Ávalos